# План Российской Империи в случае войны с державами Тройственного союза
План Российской Империи в случае войны с державами Тройственного союза — указания командующим войсками на случай войны с державами Тройственного союза. Указания были «высочайше утверждены» 26 июня 1910 года и вступили в силу 1 сентября 1910 года. Согласно Указаниям, были сформированы семь армий: Армия № 1 (Виленская), Армия № 2 (Варшавская), Армия № 3 (Киевская), Армия № 4 (Казанская) , Армия № 5 (Московская), Армия № 6 (Петербургская), Армия № 7 (Одесская). 
Армия №1 (Виленская) – защищает пограничный район от вторжения противника. Готовится к решительному наступлению.
Армия №2 ( Варшавская) – защищает район Белостока и Брест-Литовска. Готовится к решительному наступлению. 
Армия № 3 (Киевская) – решительными действиями отвлекает австро-венгерские силы. 
Армии № 4, 5 (Казанская и Московская) – резервные. Используются для поддержки перволинейных армий в случае наступления.
Армия № 6 (Петербургская) – обеспечивает защиту  Петербурга.
Армия № 7 (Одесская) – обеспечивает прикрытие со стороны Румынии и защищает побережье Черного моря. 
С течением времени Указания были значительно дополнены. План стратегического развертывания русских армий был принят 1 мая 1912 года.

## Основной замысел
Военный историк Н. Н. Головин писал, что в 1873 году военный министр Д. А. Милютин представил Особому совещанию под председательством императора Александра II доклад о военно-инженерной обороне России. Доклад стал основой для военно-инженерного оборудования Западного фронта и фактически являлся планом войны. 5 мая 1905 года был учреждён Совет Государственной Обороны с целью совершенствования плана войны. Председателем Комитета был назначен Великий князь Николай Николаевич. Великий князь в своей работе опирался на Милютинскую стратегию военно-инженерной подготовки и дислокации войск, которая в общих чертах заключалась в следующем:
- выдвинутое положение русской Польши является выгодным передовым плацдармом для стратегического развертывания. Главные силы сосредотачиваются возможно ближе к Висле;
- центральное положение предоставляло возможность нанесения первого удара или по Австро-Венгрии, или по Германии.

При действиях против Германии русские войска, наступающие вниз по Висле, ставили немецкие войска в Восточной Пруссии в крайне невыгодное стратегическое положение. При наступлении российских войск вверх по Висле австро-венгерские армии попадали в трудное положение: в случае победы русских войск в Галиции армии противника оказались бы прижатыми к Карпатам, а их коммуникационные пути с Краковым захваченными. Русская армия получила бы возможность «использовать преимущества действий по внутренним операционным линиям». Для обеспечения данного развертывания Д. А. Милютин, а затем Н. Н. Обручев на протяжении 35 лет создавали продуманную систему крепостей. К примеру, крепость Ивангород при впадении реки Вепржа в реку Висла давала устойчивость правому флангу армий Юго-Западного фронта, позволяя «маневрирование на обоих берегах Вислы». Рационально выглядел и план дислокации войск: для ускорения боевой готовности значительная часть русских войск была расквартирована в Варшавском военном округе.
План развертывания целиком отвечал военной конвенции 1892 года, ратифицированной Российским и Французским правительствами в 1893 году. Быстротечность компании 1870 года заставляла французов предпринять все возможные действия с тем, чтобы не оказаться в начале войны один на один с немцами. С другой стороны, русский генеральный штаб недооценивал боевую силу французской армии. Головин отмечал, что данная психологическая составляющая объясняет многие «ошибки общего плана войны». Необходимость оказать помощь Франции и ускорить наступательные действия не позволяла России отодвинуть далеко в глубь страны районы сосредоточения своих армий. Учитывая данное обстоятельство, русский генеральный штаб определил следующие линии стратегического развертывания:
- против Германии производить на линии Шавли — Ковно и далее рек Неман, Нарев, Бобр и Буг. Линия усиливалась крепостями: Ковно, Осовец, Новогеоргиевск и крепостью Гродно. Крепость Новогеоргиевск «сохраняла обеспеченные переправы через Вислу»;
- против Австро-Венгрии производить на линии Ивангород — Люблин — Холм — Дубно — Проскуров.

На случай одновременного наступления немецких и австро-венгерских армий предусматривался вариант отхода центрального участка фронта к Брест-Литовску, чтобы использовать Брестскую крепость.

## Боевая сила
Разработка плана войны опиралась на военную науку, в том числе на «технический характер современной войны». Численность русской армии на начало войны составляла 5 300 000 человек. Русский план войны «разворачивал» боевую силу, равную 114 пехотным дивизиям. Германский план, при численности армии 4 000 000 человек подразумевал создание 123-х пехотных дивизии. Военный историк Головин Н. Н. писал, что военную мощь армии определяет боевая сила — предел полезной численности людей, устанавливаемый количеством имеющихся на вооружении боевых машин (гаубичных, лёгких пушек и пулемётов). Излишнее  «количество людей не увеличивают боевой силы действующей армии. Оно даже может понизить её, так как вызывает вредную тенденцию начальников пытаться лишними потоками человеческой крови заменить недостающую технику». Немцы наиболее близко подошли к составу дивизии, отвечающей критерию «полезной численности». Пехотная дивизия русской армии состояла из 16 батальонов и 6 батарей лёгких пушек. Полевая дивизия немецкой армии состояла из 12 батальонов и 12 батарей, три из которых были гаубичными. Головин Н. Н. отмечал, что лишние 4 батальона не увеличивали боевой силы. В течение войны русская армия перешла с 16 на 12 батальонов в дивизии. В среднем боевая сила одной немецкой пехотной дивизии соответствовала боевой силе полутора русских пехотных дивизий. Однако, австро-венгерская пехотная дивизия была примерно равна русской.
Во время Русско-японской войны русской армией был разработан план атаки, основанный на «работе звеньев» и отказа от массированных построений. В то же время не только австрийцы, но и немцы появлялись в боях массированными построениями в виде густых цепей, которые представляли выгодные цели для российской полевой артиллерии, а также для ружейного огня. После японской войны русская полевая артиллерия в совершенстве овладела умением использовать свойства современной скорострельной пушки и превосходила артиллерию противника. Она обучилась стрельбе с закрытых позиций на все дистанции с обязательным условием наличия телефонной связи. Эти навыки русской армии частично компенсировали отставание в боевой силе. Головин отмечал наличие проблем с формированием второочередных пехотных дивизий. Однако, русские войска первой линии были подготовлены лучше противника.

## Изменения плана
В 1908 году Комитет Государственной Обороны был упразднен. Начальником Главного управления Генерального штаба был назначен генерал В. А. Сухомлинов. С точки зрения генерала Сухомлинова, Польша представляла опасный «польский мешок». Следуя этому, стратегическое развертывание главных сил русской армии переносилось на восток, на линию Ковно — Брест-Литовск — Ровно с возможностью перехода армий в наступление по двум направлениям: на Германском и Австро-Венгерском фронтах. 23 февраля 1909 года Сухомлинов сообщил Высочайшее Повеление об упразднении крепостей Варшава, Ивангород, Новогеоргиевск, Зегрж, а также по Нареву крепостей Пултуск, Рожаны, Остроленка, Ломжа. Были оставлены две в Брест-Литовске и Гродно (строилась).
 Такое решительное, проведенное к тому же совершенно неожиданно и тайно, без какого-либо обмена мнений и совещаний, изменение всех основ обороны страны произвело сильное впечатление не только в военной среде Петербурга, но и в общественном мнении России и её союзников. Даже ближайшие помощники Сухомлинова, в лице помощника военного министра и генерал-инспектора по инженерной части, были поражены неожиданностью и тайной такого решения
. 
Явные ошибки плана 1910 года вынудили генерала Сухомлинова собрать в Москве в феврале 1912 года съезд начальников штабов. К съезду генерал Алексеев подготовил записку «Общий план действий», в которой попытался «вернуть нашу стратегическую мысль в русло Обручевских идей». В результате были утверждены «Указания командующим войсками на случай войны с державами Тройственного Союза» от 1 мая 1912 года. В них задачи армиям были определены в соответствии с вариантами: А (случай направления главных сил Германии против Франции) и Г (случай направления главных сил Германии против России). В 1914 году был реализован вариант A. 25 сентября 1913 года были высочайше утверждены «Основные соображения по развертыванию наших вооруженных сил при войне с державами Тройственного союза»:
 1 -й армии (сосредоточение на Немане между крепостью Ковно и Друскениками) указывалось наступление на фронт Гумбинен — Маркграбово, причем упоминалось, что линия среднего Немана должна быть удержана при всякой обстановке. Задача: обход Мазурских озёр с севера;
2-й армии (сосредоточение в районе: крепость Гродно — Белосток — Ломжа) указывалось наступление на фронт Лык — Виленберг. Задача: обход Мазурских болот с запада;
4-й армии (сосредоточение в районе Ивангород — Люблин — Рейовец — Луков) указывалось наступление на фронт Ряшев — Ярослав, причем упоминалось, что переправы на Висле и на Вепрже у Ивангорода должны быть удержаны. Задача: наступление в направлении Перемышля;
5-й армии (армия разворачивается на фронте Холм — Ковель) указывалось наступление на фронт Любачев — Жолкиев;
3-я армия (сосредоточение в двух группах: одна в районе Дубно-Ровно, другая — у Проскурова) намечалось к разделению на две: 3-ю — для наступления на фронт Каменка-Струмиловая — Зборов, с общим направлением на Львов; 8-ю — для наступления на фронт Тарнополь-Чортков, с общим направлением на Львов, имея в виду воспрепятствовать отходу противника за Днестр. 

## Мобилизация
Брусилов А. А. в своих воспоминаниях писал, что за пять лет нахождения Сухомлинова на посту военного министра мобилизация прошла успешно, принимая во внимание плохо развитую сеть железных дорог и большие расстояния, по которым было перевезено более 3 500 эшелонов, однако вопрос об огнестрельных припасах не был решен.
Вопрос о недостатке принятой в армии нормы снарядов на орудие обсуждался в Главном управлении Генерального штаба в 1912 году. В армиях западных государств была установлена норма в 2000 — 3000 снарядов на орудие. Было решено в русской армии установить норму в 2000 снарядов на орудие. Однако, представители Главного артиллерийского управления указали, что в японскую войну в среднем в течение боя одно орудие выпускало до 500 выстрелов и что норма в 1000 выстрелов на орудие достаточна. Окончательная норма в 1500 выстрелов на орудие была утверждена Военным министром. В 1913 году был выделен кредит на изготовление снарядов по новой норме. Однако к началу войны пополнить запас не удалось, и армия Российской империи начала войну имея по 850 выстрелов на орудие.
Головин Н. Н. приводит следующий график мобилизации — сосредоточения частей русской армии:
1-я армия на 15-й день мобилизации имела 50 % численного состава, на 20-й день — 75 % , а на 36-й день — 100 % численного состава.
2-я армия на 10-й день мобилизации имела 50 % численного состава, на 15-й день — 75 % , а на 40-й день — 100 % численного состава.
3-я армия на 15-й день мобилизации имела 50 % численного состава, на 22-й день — 75 % , а на 40-й день — 100 % численного состава.
4-я армия на 20-й день мобилизации имела 50 % численного состава, на 30-й день — 75 % , а на 41-й день — 100 % численного состава.
5-я армия на 20-й день мобилизации имела 50 % численного состава, на 27-й день — 75 % , а на 38-й день — 100 % численного состава.
Наступление начатое на 20-й день позволяло использовать 48 полевых пехотных дивизий против 16-25 германских и 43-47 австро-венгерских дивизий.

## Первые дни реализации плана
Головин Н. Н. писал, что многие предложения в окончательном варианте плана войны от 25 сентября 1913 года не были учтены. Сосредоточение войск не было завершено. При этом, намечались «действия войск одновременно по двум направлениям: на Германском и Австро-Венгерском фронтах».  Была упразднена крепость Ивангород, 20 корпус из 4-й армии передавался в 1-ю армию. Правый фланг Юго-Западного фронта, на который возлагалась задача перехвата путей отступления австро-венгерских армий из Галиции к Кракову, был ослаблен и оказался перед опасностью полного разгрома. В плане войны была учтена информация, полученная в 1912 году путем шпионажа от начальника штаба 8-го армейского корпуса австро-венгерской армии полковника А. Редля в пользу России. Согласно полученным данным, главные силы австрийских армий разворачивались к востоку от реки Сан восточнее Львова. Зная диспозицию противника, русское командование планировало нанести сильный фланговый удар на окружение из русской части Польши. Однако факт шпионажа был раскрыт, и накануне начала боевых действий начальник австрийского Генерального штаба генерал Ф. Конрад фон Гётцендорф изменил план развертывания (западнее, на реку Сан между рекой Вислой и крепостью Перемышль), а также перенес главный удар на Люблин и Холм. Н. Н. Головин пишет, что Галицийская битва началась «совершенно неожиданным ударом австро-венгров в правый фланг» наступающей 4-й русской армии.
В действительности не был полностью исполнен ни план 1 мая 1912 года, ни план 25 сентября 1913 года. Операции русской армии начались частью по тому, частью по другому плану с такими поправками, которые не были предусмотрены ни тем, ни другим.